# 法兰西人文院
法兰西人文院，又译法兰西人文科学院，全稱為道德与政治科学学术院（法語：Académie des Sciences morales et politiques），是法蘭西學會下属的五个学术院之一。
法国18世纪启蒙思想家孟德斯鸠认为，该院的作用应该是科学地描述人在社会中的生活，由此提出政府应该具有的最佳形式。

## 历史沿革
根据国民公会（Convention）1793年8月8日的法令，王家学术院（Académies royales）被取消。在达莱杭（Talleyrand）、宫道尔赛（Condorcet）、忉奴（Daunou）等人的努力下，按照共和历四年雾月三日（1795年10月25日）法令，成立了法兰西学院（Institut de France），学院下设三个分部：1）物理与数学科学（Sciences physiques et mathématiques）；2）精神与政治科学（Classe des sciences morales et politiques）；3）文学与美术（Littérature et Beaux-Arts）。
第一执政拿破仑于共和历十一年雨月三日（1803年1月23日）颁布法令，将国立学院（l'Institut national）即法兰西学院（Institut de France）的分部由三个改为四个：1）物理与数学科学；2）法国语言与文学；3）古代历史与文学；4）美术。因此精神与政治科学分部被撤销、并入其它分部。
法国国王路易·菲利普一世，在国民教育部长、历史学家弗朗索瓦·基奏（François Guizot）的建议下，于1832年10月26日颁布法令，恢复成立人文院，即精神与政治科学学术院。它又分为五个分部：1）哲学；2）伦理学；3）立法、公法与裁决；4）政治经济与统计；5）一般历史与哲学史。

## 现时状况
随着时代的变迁，法兰西人文院下设分部又有所调整，现在分为六个分部：1）哲学；2）伦理学与社会学；3）立法、公法与裁决；4）政治经济、统计与金融；5）历史与地理；6）泛指（普通）部分。
本院共有50名院士，1至5分部各八名，第6分部十名。外国合作院士12名，其中有教皇本笃十六世，西班牙国王胡安·卡洛斯一世，英国查尔斯王子，捷克前总统瓦茨拉夫·哈维尔等世界名流。

## 权力机构
人文院院长办公室由持久秘书、院长、副院长三人组成，他们由本院院士选举产生。持久秘书任期六年，以保证机构的延续性。他负责预算，在公共权力机关面前代表本院，并负责规章制度的执行。
院长任期一年，他负责制定本年度工作计划、主持学院会议、以及奖项、资助金、奖章及文凭的颁发。副院长为候补院长，一年后自动升为院长。

## 领导成员
2008年人文院领导由下列三人组成：
持久秘书：米歇尔·阿勒贝尔（Michel Albert）
院长：让-克洛德·嘉匝诺瓦（Jean-Claude Casanova）
副院长：让·麦斯纳尔（Jean Mesnard）